# Torre Mondovì
Torre Mondovì ist eine Gemeinde in der italienischen Provinz Cuneo (CN), Region Piemont.

## Lage und Einwohner
Torre Mondovì liegt 38 km östlich von der Provinzhauptstadt Cuneo entfernt auf einer Höhe von 460 m über dem Meeresspiegel. Das Gemeindegebiet umfasst eine Fläche von 18 km² und hat 542 Einwohner (Stand 31. Dezember 2023). Zur Gemeinde zählt auch der Weiler Roatta. 
Die Nachbargemeinden sind Monasterolo Casotto, Montaldo di Mondovì, Pamparato, Roburent, San Michele Mondovì und Vicoforte.

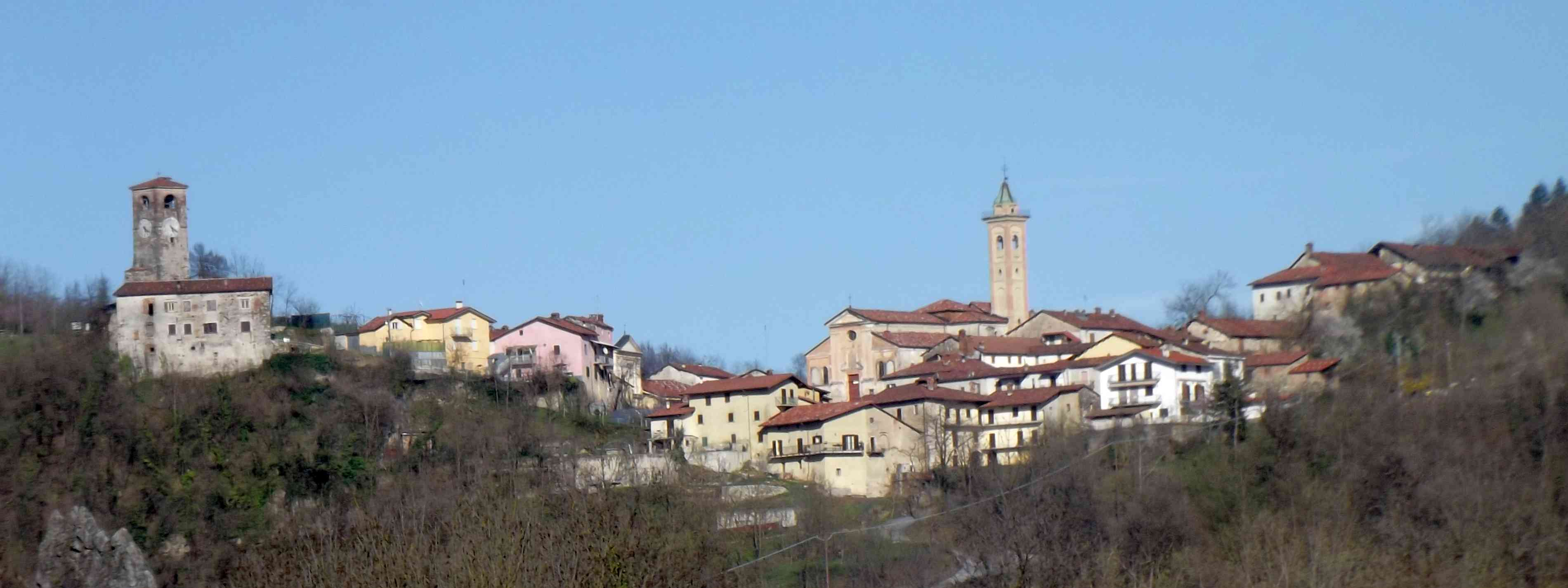
Panorama

## Geschichte
Der Ortsname erscheint in der Urkunde von 1172 mit „Turris“, ohne nennenswerte Variationen in den folgenden Jahrhunderten. Es wäre durch das Vorhandensein eines Turms oder eines mit einem Turm ausgestatteten Hauses im Bereich gerechtfertigt. Der Fund römischer Grabsteine im Gemeindegebiet zeugt vom Alter menschlicher Besiedlung. Als Teil des Bredulo-Komitees in der nachkarolingischen Ära gehörte es mit der Entstehung der freien Gemeinde Monte Regale (Mondovì) zu den ersten Gemeinden (Villen), die ein Bündnis mit dieser neuen politischen Realität eingingen, mit der es seitdem verbunden blieb Mitte des 13. Jahrhunderts wurde es zusammen mit den Nachbarorten Montaldo und Roburent gegründet und festigte diese Beziehung im Jahr 1291 weiter. Auch wenn es durch politische Bündnisse mit Monte Regale vereinigt wurde, behielt es seine religiöse Abhängigkeit von der Bistum Asti bis 1768 bei.
Im Jahr 1388 lehnte er zusammen mit den Gemeinden Pamparato, San Michele, Niella Tanaro, Ciglié und Roccaciglié die kirchliche Zuweisung an die neue Diözese Mondovì ab. Nachdem es unter die Herrschaft des Markgrafen von Ceva geraten war, teilte es seine politischen Ereignisse, so dass die Burg 1444 nach dem Aufstand gegen den Herzog von Mailand von den Visconti-Truppen zerstört wurde und dann Teil der Herrschaft des Hauses Savoyen 1531–1559. Anschließend wurde es der Herrschaft der Familie Vasco (1756) und im 17. Jahrhundert der Herrschaft Provana, Rabbia, Morozzo, Castruccio und Filippone unterworfen.

## Sehenswürdigkeiten
Zu den bedeutendsten künstlerischen Zeugnissen, die aus der lombardisch-karolingischen Erfahrung hervorgehen, sind die Fresken der Kapelle Sant'Elena zu erwähnen. Es handelt sich um eine einfache, einschiffige Kapelle mit rechteckigem Grundriss und Ziegeldach, die an der Außenseite deutliche Spuren ihres Altertümlichen aufweist. Im Inneren wurden drei römische Grabsteine gefunden und es gibt einige Fresken aus dem 15. Jahrhundert. 
Bemerkenswert sind aber auch die kürzlich erbaute Pfarrkirche der Heiligen Bartolomeo und Placido und die Kapelle Sant'Antonio aus dem 15. Jahrhundert sowie die Wallfahrtskirche San Gottardo aus dem 17. Jahrhundert. Die Pfarrkirche Mariä Himmelfahrt aus dem Jahr 1700 und das Oratorium der Bruderschaft von San Bernardo sind auch von großer Bedeutung. Die Kirche San Luigi Gonzaga und San Carlo Borromeo sind weitere bedeutende Bauten in der Gemeinde.